# Manhã Submersa
Manhã Submersa (en portuguès Matí submergit) és una pel·lícula portuguesa de drama i ficció dirigida per Lauro António, amb un guió basat en l'adaptació de la narració homònima de Vergílio Ferreira. L'obra retrata un temps i un país en què els joves amb pocs recursos, que volen millorar la seva condició social mitjançant l'educació, es veuen obligats a ingressar en un seminari.
Es va estrenar als cinemes Quarteto i Cinebloco, a Lisboa, el 13 de juny de 1980. Hi ha una versió televisiva de la pel·lícula en quatre episodis. Fou seleccionada per representar Portugal als Premis Oscar de 1980 com a millor pel·lícula en llengua estrangera, però finalment no fou nominada.

## Sinopsi
L'experiència desencantada d'un jove seminarista, procedent del poble i d'orígens modestos, sota la protecció d'una austera dama que, per tant, proposa treure’l d'un entorn de misèria i ignorància. Sense vocació, António cedirà a la subtil arrogància de Da Estefânia, sacrificant-se per la promoció social de la família»

## Repartiment
- Eunice Muñoz (D. Estefânia)
- Vergílio Ferreira (Rector)
- Canto e Castro (Pare Tomás)
- Jacinto Ramos (Pare Martins)
- Carlos Wallenstein (Pare Lion)
- Joaquim Manuel Dias (António)
- Miguel Franco (capità)
- Maria Olguim (Joana)
- Adelaide João (mare d'António)
- Joaquim Rosa (Pare Alves)
- Alexandra Prado Coelho (Mariazinha)
- Rui Luís (Tio Gorra)
- Mário Botas (Pàrroc)
- Fátima Murta (Aldeã)
- Jorge Vale (Pare Fialho)
- José Camacho Costa (Pare Pita)
- António Santos (Pare Cunha)
- Manuel Cavaco (Criat)
- José Severino (Dr. Alberto)
- Maria de Lurdes Martins (Caroiina)
- António Marques Silvestre (Mà Negra)
- Bruno Beltrão (Gaudêncio)
- Vítor Candeias (Gama)
- Carlos Alberto Macedo (Amílcar)
- Luís Almerindo da Silva (Florentino)
- Hugo Martins Ferreira (Peres)
- Carlos Manuel Silva (Taborda)
- Rui de Oliveira Duarte (Tavares)

## Enquadrament històric
Manhã Submersa, amb altres pel·lícules portugueses del mateix any (Cerromaior, de Luís Filipe Rocha, A Culpa, d'António Vitorino de Almeida, Verde por Fora, Vermelho por Dentro, de Ricardo Costa, Oxalá d'António Pedro Vasconcelos, Kilas, o Mau da Fita, de José Fonseca e Costa i el documental Bom Povo Português, de Rui Simões marquen un important punt d'inflexió en la història del cinema portuguès i inaugura una “dècada d'or”.
Aquest procés de renovació es va iniciar a la dècada anterior amb la Revolució dels Clavells, però només el 1980 va assolir una expressió significativa. Es tracta de pel·lícules innovadores, ja sigui com a obres de contingut polític, sense deixar-se classificar com a cinema militant, o com a experiències formals que trenquen amb la tradició anterior al Novo Cinema portuguès, en la continuïtat de les quals s'afirmen.
Cal tenir en compte, i encara queda per explicar per què va passar, que quatre dels cineastes forts d'aquell any (Lauro António, Vitorino d'Almeida, Ricardo Costa i Rui Simões) els fou impedit de rodar durant molts anys a causa de la negativa a concedir projectes oficials que mantinguessin viu el cinema portuguès per als seus projectes.

## Festivals i premis
- 1980 - 9.º Festival Internacional de Cinema da Figueira da Foz, premi CIDALC (Centre pour la difusion des arts et des lettres par le cinéma)
- 1980 - I edició de la Mostra de València, premi del jurat als joves realitzadors.[4]
- 1980 - 12è Festival Internacional de Cinema de Moscou, diploma especial[5]
- 1981 – 31è Festival Internacional de Cinema de Berlín